# Дензел Вошингтон
Дензел Хејз Вошингтон Млађи (енгл. Denzel Hayes Washington Jr., Маунт Вернон, 28. децембар 1954) амерички је филмски глумац, редитељ и продуцент. Један је од најпознатијих глумаца данашњице и добитник два Оскара (за филм Слава 1989. и Дан обуке 2001).

## Биографија
Дензел Вошингтон је рођен у Маунт Вернону (Њујорк). Његов отац је био свештеник, а мајка власница фризерског салона. Кад је био дечак, родитељи су му забранили да гледа филмове. Касније је имао проблема са законом и био је притворен са неколико својих другова. Мајка га тада шаље у пробну школу, а касније и на Универзитет Фордам, где је открио свој глумачки таленат и на којем је 1977. године дипломирао.
Његова прва улога је била у ТВ филму Вилма. У току снимања тог филма упознао се са Полетом Пирсон (сада Полета Вошингтон) са којом се касније венчао. На себе је скренуо пажњу јавности глумећи у ТВ драми St. Elsewhere, а један је од ретких глумаца који је остао до краја те серије у њеном шестогодишњом трајању. Касније добија улогу у филму Слава за коју је 1989. године добио Оскара за споредну мушку улогу.
Након тог филма његова популарност расте и добија све боље улоге у филмовима као што су: Малком Икс (1992), Филаделфија (1993), Посрнули (1998), Сакупљач костију (1999) и Дан обуке (2001) када добија свог другог Оскара, овог пута за главну мушку улогу.

## Приватни живот
Венчао се са Полетом Пирсон 1983. године и има четворо деце (два сина и две кћерке). Једном од синова је дао име Малком, по црначком вођи Малколму Иксу.

## Награде

### Додељене награде
- Оскар за споредну мушку улогу за филм Слава 1988. године
- Оскар за главну мушку улогу за филм Дан обуке 2001. године

### Номинације
- Номинован за Оскара за споредну мушку улогу у филму Вапај за слободом (1987)
- Номинован за Оскара главну мушку улогу у филму Малком Икс (1992)
- Номинован за Оскара главну мушку улогу у филму Ураган (1999)

## Филмографија
| Улоге Дензела Вошингтона |                               |               |                               | |
| Година                   | Српски назив                  | Изворни назив | Улога                         | Напомена |
| 1981.                    | Црни син                      |               | Роџер Портер                  | |
| 1984.                    | Војникова прича               |               | Мелвин Петерсон               | |
| 1986.                    | Моћ                           |               | Арнолд Билингс                | |
| 1987.                    | Вапај за слободом             |               | Стив Бико                     | номинација - Оскар за најбољег глумца у споредној улози номинација - Златни глобус за најбољег главног глумца у играном филму (драма) |
| 1988.                    | За краљицу и земљу            |               | Рубен Џејмс                   | |
| 1989.                    | Моћни Квин                    |               | Завијер Квин                  | |
| 1989.                    | Слава                         |               | Трип                          | Оскар за најбољег глумца у споредној улози Златни глобус за најбољег споредног глумца у играном филму номинација - Награда Удружења њујоршких филмских критичара за најбољег споредног глумца |
| 1990.                    | Стање срца                    |               | Наполеон Стоун                | |
| 1990.                    | Још бољи блуз                 |               | Блик Гилијам                  | |
| 1992.                    | Мисисипи масала               |               | Деметријус Вилијамс           | |
| 1991.                    | Рикошет                       |               | Ник Стајлс                    | |
| 1992.                    | Малколм Икс                   |               | Малком Икс                    | Награда Удружења њујоршких филмских критичара за најбољег глумца Награда Бостонског друштва филмских критичара за најбољег глумца у главној улози МТВ филмска награда за најбољу улогу номинација - Оскар за најбољег глумца у главној улози номинација - Златни глобус за најбољег главног глумца у играном филму (драма) |
| 1993.                    | Много буке ни око чега (филм) |               | дон Педро од Арагона          | |
| 1993.                    | Досије пеликан                |               | Гари Грантам                  | |
| 1993.                    | Филаделфија                   |               | Џо Милер                      | номинација - МТВ филмска награда за најбољи филмски дуо (са Томом Хенксом) |
| 1995.                    | Гримизна плима                |               | поручник Рон Хантер           | номинација - МТВ филмска награда за најбољу улогу |
| 1995.                    | Виртуозност                   |               | поручник Паркер Барнс         | |
| 1995.                    | Ђаво у плавој хаљини          |               | Изи Ролинс                    | |
| 1996.                    | Храброст под паљбом           |               | потпуковник Натанијел Серлинг | |
| 1996.                    | Свештеникова супруга          |               | Дадли                         | |
| 1998.                    | Посрнули                      |               | детектив Џон Хобс             | |
| 1998.                    | Добио је игру                 |               | Џејк Шатлсворт                | |
| 1998.                    | Опсада                        |               | Ентони Хабард                 | |
| 1999.                    | Сакупљач костију              |               | Линколн Рајм                  | |
| 1999.                    | Ураган                        |               | Рубин „Ураган“ Картер         | Златни глобус за најбољег главног глумца у играном филму (драма) номинација - Оскар за најбољег глумца у главној улози номинација - Награда Удружења филмских глумаца за најбољег глумца у главној улози номинација - Награда Сателит за најбољег глумца у главној улози |
| 2000.                    | Сећање на Титане              |               | Херман Бун                    | номинација - Награда Сателит за најбољег глумца у главној улози |
| 2001.                    | Дан обуке                     |               | Алонзо Харис                  | Оскар за најбољег глумца у главној улози Награда Бостонског друштва филмских критичара за најбољег глумца у главној улози МТВ филмска награда за најбољег негативца номинација - Златни глобус за најбољег главног глумца у играном филму (драма) номинација - Награда Удружења филмских глумаца за најбољег глумца у главној улози номинација - Награда Сателит за најбољег глумца у главној улози номинација - Награда Удружења њујоршких филмских критичара за најбољег глумца номинација - Онлајн награда Друштва филмских критичара за најбољу главну мушку улогу |
| 2002.                    | Џон Кју                       |               | Џон Кју Арчибалд              | |
| 2002.                    | Антоан Фишер                  |               | др Џером Девенпорт            | редитељ, продуцент номинација - Награда Сателит за најбољег режисера |
| 2003.                    | Без времена                   |               | Матијас Ли Витлок             | |
| 2004.                    | У жару освете                 |               | Џон В. Кризи                  | |
| 2004.                    | Манџурски кандидат            |               | мајор Бенер Марко             | |
| 2006.                    | Човек изнутра                 |               | детектив Кит Фрејзер          | |
| 2006.                    | Дежа ви                       |               | Даг Карлин                    | |
| 2007.                    | Амерички гангстер             |               | Френк Лукас                   | номинација - Златни глобус за најбољег главног глумца у играном филму (драма) номинација - Награда Удружења филмских глумаца за најбољу филмску поставу номинација - МТВ филмска награда за најбољу улогуноминација - МТВ филмска награда за најбољег негативца номинација - Награда Сателит за најбољег глумца у главној улози |
| 2007.                    | Одлични говорници             |               | Мелвин В. Толсон              | |
| 2009.                    | Отмица у метроу 123           |               | Волтер Гарбер                 | |
| 2010.                    | Књига спаса                   |               | Ели                           | номинација - Награда Сатурн за најбољег глумца (филм) |
| 2010.                    | Незаустављив                  |               | Френк Барнс                   | |
| 2012.                    | Сигурна кућа                  |               | Тобин Фрост                   | |
| 2012.                    | Лет                           |               | Вилијам "Вип" Витакер         | номинација - Оскар за најбољег глумца у главној улози номинација - Златни глобус за најбољег главног глумца у играном филму (драма) номинација - Награда Удружења филмских глумаца за најбољег глумца у главној улози номинација - Награда Сателит за најбољег глумца у главној улози номинација - Награда Удружења телевизијских филмских критичара за најбољег глумца у главној улози номинација - Онлајн награда Друштва филмских критичара за најбољу главну мушку улогу |
| 2013.                    | Два пиштоља                   |               | Роберт "Боби" Тренч           | |
| 2014.                    | Праведник                     |               | Роберт Мекол                  | |
| 2016.                    | Седморица величанствених      | [ 6 ]         | Сем Кајслом                   | |
| 2016.                    | Ограде                        |               | Трој Максон                   | редитељ, продуцент Награда Удружења филмских глумаца за најбољег глумца у главној улози номинација - Оскар за најбољи филм номинација - Оскар за најбољег глумца у главној улози номинација - Златни глобус за најбољег главног глумца у играном филму (драма) номинација - Награда Удружења филмских глумаца за најбољу филмску поставу номинација - Награда Удружења телевизијских филмских критичара за најбољег глумца у главној улози номинација - Награда Удружења телевизијских филмских критичара за најбољу филмску поставу номинација - Награда Сателит за најбољег глумца у главној улози номинација - Награда Сателит за најбољег режисера номинација - Онлајн награда Друштва филмских критичара за најбољу главну мушку улогу |
| 2017.                    | Адвокат                       |               | Роман Џеј Израел              | номинација - Оскар за најбољег глумца у главној улози номинација - Златни глобус за најбољег главног глумца у играном филму (драма) номинација - Награда Удружења филмских глумаца за најбољег глумца у главној улози |
| 2018.                    | Праведник 2                   |               | Роберт МекКол                 | |
| 2021.                    | Мале ствари                   |               | Џо Декон                      | |
| 2023.                    | Праведник 3: Коначно поглавље |               | Роберт Мекол                  | |
| 2024.                    | Гладијатор 2                  |               | Макрин                        | |